# Franz Rainalter
Franz Anton Rainalter (auch Reinalter; * 26. August 1820 in Bozen; † 17. Juni 1874 ebenda) war ein österreichischer Bildhauer.

## Leben
Der Sohn des Bildhauers Anton Rainalter und dessen Frau Maria geb. Untereichner erhielt seine erste Ausbildung in der Werkstatt des Vaters. Im Alter von 20 Jahren begab er sich zur weiteren Ausbildung nach München und studierte ab November 1842 Bildhauerei an der Königlichen Akademie der bildenden Künste. Er wirkte an Bauten wie der Ruhmeshalle oder der Walhalla mit. Nach dem Abschluss des Studiums kehrte er nach Bozen zurück und übernahm 1846 die väterliche Werkstatt. Durch Aufträge bei zahlreichen städtischen Bauvorhaben war er hauptsächlich als Steinmetz tätig. Er schuf vorwiegend religiöse Skulpturen, insbesondere Grabdenkmäler, für Friedhöfe in Bozen, Innsbruck, Feldkirch und Margreid.
Aus seiner Ehe mit Katharina Marbacher ging die Tochter Amalie hervor. Franz Rainalter starb nach längerer Krankheit 1874 an „Entkräftung“ und wurde am städtischen Friedhof in Bozen-Oberau beigesetzt. Seine Werkstatt wurde von den langjährigen Mitarbeitern Hellrigl und Gostner weitergeführt.

## Werke

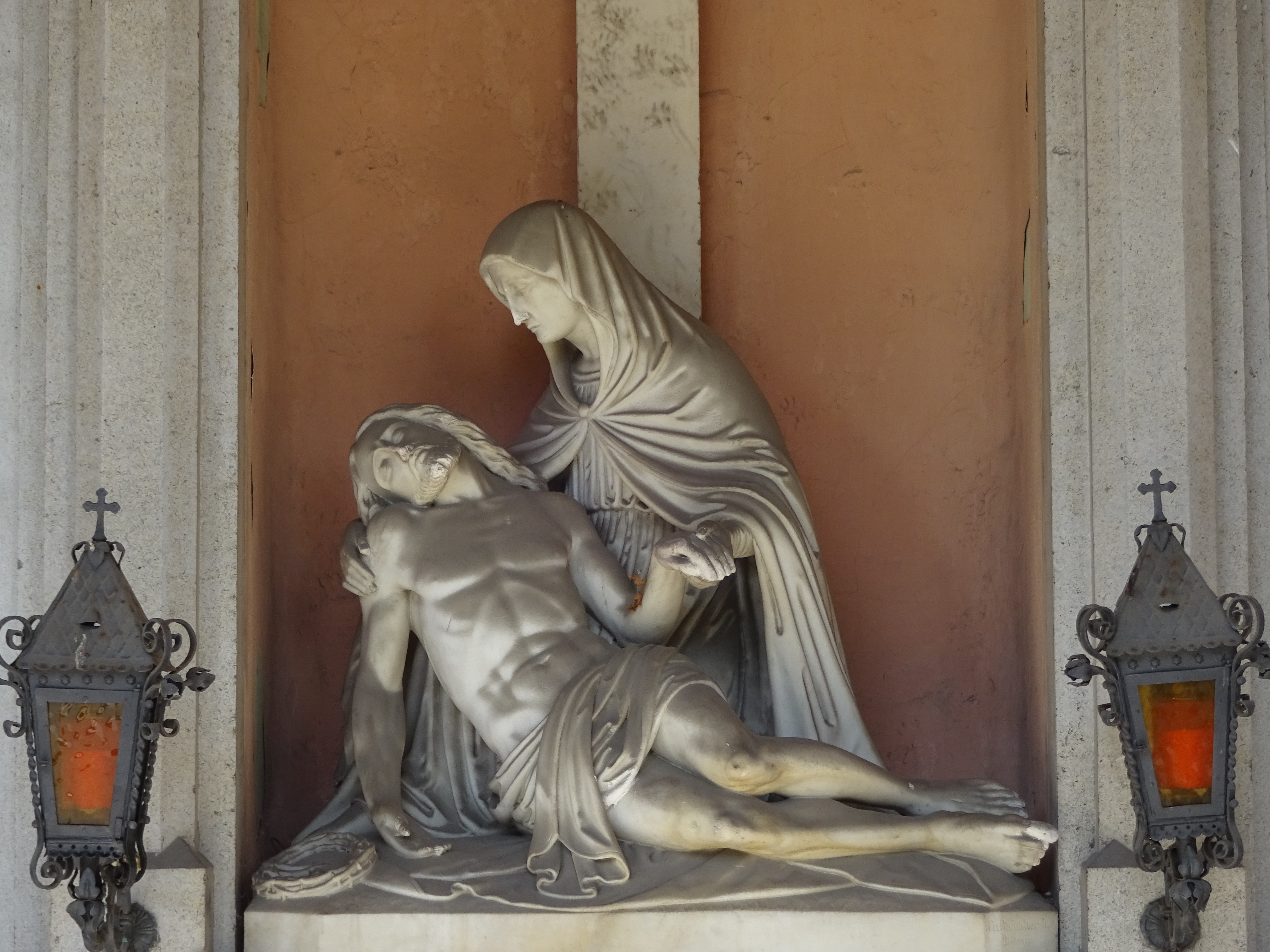
Pietà, Westfriedhof Innsbruck

- Marmorbüste Johann Wolfgang von Goethes für den Garten des Dr. Joseph Streiter in Bozen, um 1845 (heute verschollen)
- Denkmal für Anton Rainalter, Städtischer Friedhof Bozen, 1851
- Totenmaske und Büste Erzherzog Rainers, 1853
- Grabdenkmal für Anton Ghon, Perauhof, Villach, um 1860
- Epitaph für Maria von Mörl, Friedhof Kaltern, um 1870
- Immaculata unter gotischem Baldachin, Falser'sche Grabstätte, städtischer Friedhof, Innsbruck[2]
- Pietà, Städtischer Friedhof Innsbruck
- Grabdenkmal der Grafen von Toggenburg, Friedhof Oberau, Bozen (vom alten Friedhof übertragen)[3]